# Ricerca semantica
La ricerca semantica è un campo di ricerca che cerca di migliorare l'accuratezza della ricerca nei motori di ricerca web cercando di comprendere l'intento del ricercatore e il significato contestuale dei termini adoperati al fine di generare risultati più rilevanti.
La ricerca semantica considera il contesto di ricerca, l'ubicazione del ricercante, l'intento, la variazione delle parole, sinonimi, interrogazioni generalizzate e specializzate, riscontro di concetti, interrogazioni in linguaggio naturale.
I più grandi motori di ricerca come Google e Bing incoroporano alcuni di questi elementi.

## Metodologie di ricerca comunemente usate
Mäkelä descrive 5 metodologie principalmente usate:
- RDF Percorsi di attraversamento.
- Keyword to Concept Mapping[2]
- pattern di grafi -usati per formulare pattern per la localizzazione di percorsi di interesse tra risorse. Usati comunemente in data visualization.
- Logica - usando inferenza basata su OWL
- Concetti di logica Fuzzy[3]

## Portali di ricerca semantica
- Bing
- Twinword Finder -  Semantic search tool for web pages.
- CMANTIK - semantic search in Wikipedia and news
- FindMyCarrots - semantic search engine for online travel
- Google, in particolare la nuova funzionalità Knowledge Graph
- GoPubMed - for biomedical research - first semantic search engine, launched in 2002
- iGlue - semantic search engine with realtime annotator plugin/bookmarklet which adds a smart layer to every website
- International Digital Media Archive - Semantic document search engine, including an archive of full semantic metadata
- Kvasir -a semantic recommendation system seamlessly integrated in web browsing
- Legal Intelligence - legal search
- Lexxe – beta in early 2011
- Monster.com semantic search
- NTENT -(Formerly Vertical Search Works) semantic search indexing and ad matching technology
- Rendipity - image semantic search
- SILVIA - semantic search indexing and image matching[4]
- Swoogle
- Thinkglue - semantic video search engine
- vLex – vLex Global Legal Intelligence
- Yummly - food and recipe semantic search
- Zaptravel - Semantic search for travel and travel experiences
- Klevu - Semantic understanding of keywords. Automatically adds categories based on semantic logic.